# Azael Santiago Chepi
Azael Santiago Chepi es un profesor, dirigente sindical y político mexicano, miembro del partido Movimiento Regeneración Nacional (Morena). Se desempeñó como diputado federal para el periodo de 2018 a 2021 y de 2021 a 2024.

## Reseña biográfica
Azael Santiago Chepi es licenciado en Educación Primaria por el Centro Regional de Educación Normal de Oaxaca y cuenta con una maestría en Educación Básica por el Instituto Multidisciplinario de Especialización del mismo estado. 
Ejerció su profesión como director de Telesecundaria de 2008 a 2017. Miembro de la Sección 22 del Sindicato Nacional de Trabajadores de la Educación (SNTE) dominada por la corriente denominada Coordinadora Nacional de Trabajadores de la Educación (CNTE), fue secretario general de la misma de 2008 a 2012.
Como militante de Morena, fue candidato a diputado local en 2013 y a diputado federal en 2015, sin lograr el triunfo, así como enlace distrital del partido de 2015 a 2018. En 2018 fue elegido diputado federal como candidato de la coalición Juntos Haremos Historia a la LXIV Legislatura en representación del Distrito 4 de Oaxaca. En la Cámara de Diputados fue secretario de la comisión de Educación; e integrante de la comisión de Economía, Comercio y Competitividad y de la comisión de Protección Civil y Prevención de Desastres.